# Michael Caton
Michael Caton est un acteur australien né en 1943 au Queensland (Australie).

## Filmographie
- 1976 : The Sullivans (série télévisée) : Harry Sullivan
- 1979 : The Last of the Knucklemen : Monk
- 1981 : Hoodwink : Shapley
- 1982 : Fluteman : Oswald Snaith
- 1982 : Monkey Grip : Clive
- 1983 : The Weekly's War (TV) : Les Haylen
- 1986 : Great Expectations, the Untold Story (TV) : Travis
- 1988 : The 13th Floor : Dr. Fletcher
- 1988 : Joe Wilson (feuilleton TV) : Dave Regan
- 1988 : Summer Bay (série télévisée) : Barry Davenport (1988)
- 1990 : The Paper Man (feuilleton TV) : Leonard Webb
- 1990 : Shadows of the Heart (TV) : Frank Barrett
- 1991 : Chances (en) (série télévisée) : Bill Anderson
- 1993 : Paradise Beach (série télévisée) : Ken Hayden
- 1996 : The Thorn Birds: The Missing Years (TV) : Bill Masters
- 1996 : Hartley, cœurs à vif : oncle Barney de Bolton (saison 4)
- 1997 : The Castle : Darryl Kerrigan
- 1998 : Les Traces du mal (13 Gantry Row) (TV) : Mr. Hob
- 1998 : Plus fort que la mort (Never Tell Me Never) (TV) : Max Shepherd
- 1998 : The Echo of Thunder (TV) : Bill Gadrey
- 1998 : Un suspect idéal (The Interview) : Barry Walls
- 2001 : Animal! L'animal... (The Animal) : Dr. Wilder
- 2002 : Dossa and Joe (série télévisée) : Joe
- 2002 : Bad Cop, Bad Cop (série télévisée) : Det. Sgt. Red Lilywhite
- 2004 : Tout ou rien (Strange Bedfellows) : Ralph Williams